# Martinho Fernandes
Martinho Fernandes ist ein Osttimorese, der im letzten Jahr der indonesischen Besatzungszeit (1975–1999) Distriktsadministrator (Bupati) des Distrikts Viqueque und Vorsitzender des Distriktsrats war. Außerdem war er einer der Führer der pro-indonesischen Miliz Makikit. Andere Quellen nennen ihn als starken Unterstützer der lokalen Milizen in Viqueque. Einer Delegation von internationalen Beobachtern erklärte er, die Milizen seien trotz ihrer Bewaffnung ein legitimer Bestandteil der Autonomiebestrebungen. Der Bupati finanzierte die Milizen auch, so wie es auch in anderen Distrikten üblich war.
Als es 1983 zum Kraras-Massaker kam, war Fernandes Administrator des Subdistrikts Viqueque. Infolge der Vergeltungsaktion der indonesischen Armee wurden Festgenommene zum lokalen Militärhauptquartier Kodim 1630 gebracht und dort von Fernandes und dem lokalen Geheimdienstchef Amo Sani verhört.
Fernandes war Mitglied der Associação Popular Democrática Timorense (APODETI). Er galt als Verbündeter von Prabowo Subianto und soll Ehrenmitglied von Kopassus sein.